# Hraniční přechod Strání – Moravské Lieskové
Hraniční přechod Strání – Moravské Lieskové (slovensky Hraničný priechod Moravské Lieskové – Strání) je bývalý silniční hraniční přechod na česko-slovenské státní hranici na hraničním úseku VII/8, VII/8/1 - VII/8/2 mezi českou obcí Strání (okres Uherské Hradiště, Zlínský kraj) a slovenskou obcí Moravské Lieskové (okres Nové Mesto nad Váhom, Trenčínský kraj). Přechod leží v nadmořské výšce 343 m n. m. na silnici I/54; za hranicí pokračuje slovenská silnice I/54  směr Nové Mesto nad Váhom s nájezdem na slovenskou dálnici D1 a E75. Před zrušením byl určen pro motoristy, cyklisty a pěší; pro nákladní dopravu pouze pro dopravce z České a Slovenské republiky.
Hraniční přechod byl zrušen při vstupu České republiky do Schengenského prostoru v roce 2007. V případě dočasného znovuzavedení ochrany vnitřních hranic je provoz na hraničním přechodu upraven Sdělením Ministerstva vnitra č. 395/2021 Sb.